# Luis Orlandini Molina
Luis Antonio Orlandini Molina (1925 - 2012) fue un abogado, masón y político chileno, miembro del Partido Radical (PR). Se desempeñó como subsecretario de Relaciones Exteriores entre 1972 y 1973, durante el gobierno del presidente Salvador Allende. Posteriormente ejerció como superintendente de Seguridad Social, bajo el gobierno del presidente Patricio Aylwin desde 1990 hasta 1992, cuando dejó ese cargo para ejercer como subsecretario de Previsión Social, hasta 1994. Volvió a desempeñarse como superintendente durante la administración de Eduardo Frei Ruiz-Tagle (1994-2000). Con posteridad fungió como abogado integrante de la Corte de Apelaciones de Santiago.
Fue hijo de Antonio Orlandini y Teresa Molina. Se casó en dos oportunidades, primero con Inés Bustamante; y en segundas nupcias con Fanny Pardo Valencia, en 1999. Con su segundo matrimonio tuvo descendencia.

## Pensamiento político
Durante una entrevista para el diario La Tercera, mientras se le preguntaba sobre su cercanía con Salvador Allende y el gobierno de la Unidad Popular (UP), dijo lo siguiente:

"Lo sustancial que percibí en Allende fue su vocación democrática. Vocación que no era rara en una persona con la formación filosófica y cultural suya, fundada en el reconocimiento de la esencia de la condición humana, radicada en la conciencia de que el hombre ha sido dotado y en la consecuencia primera de tal conciencia su anhelo de libertad, por sobre todas las cosa... Allende quiso intentar en democracia el cambio social que se reclamaba en aquellos tiempos. Y esa lucha, en democracia, significa, entonces, como ahora, respeto de la ley entendida como manifestación de la voluntad soberana... Este fue uno de los pivotes fundamentales en que el Presidente quería sustentar su política: el llamado Estado de Derecho".